# 馬爾伯里 (阿肯色州)
馬爾伯里（英語：Mulberry）是一個位於美國阿肯色州克勞福德縣的城市。

## 地理
馬爾伯里的座標為35°30′31″N 94°04′29″W / 35.50861°N 94.07472°W，而該地的平均海拔高度為123米（即404英尺）。

## 人口
根據2020年美國人口普查的數據，馬爾伯里的面積為20.87平方千米，當中陸地面積為20.27平方千米，而水域面積為0.60平方千米。當地共有人口1543人，而人口密度為每平方千米76人。